# Johann Christian Vollerdt

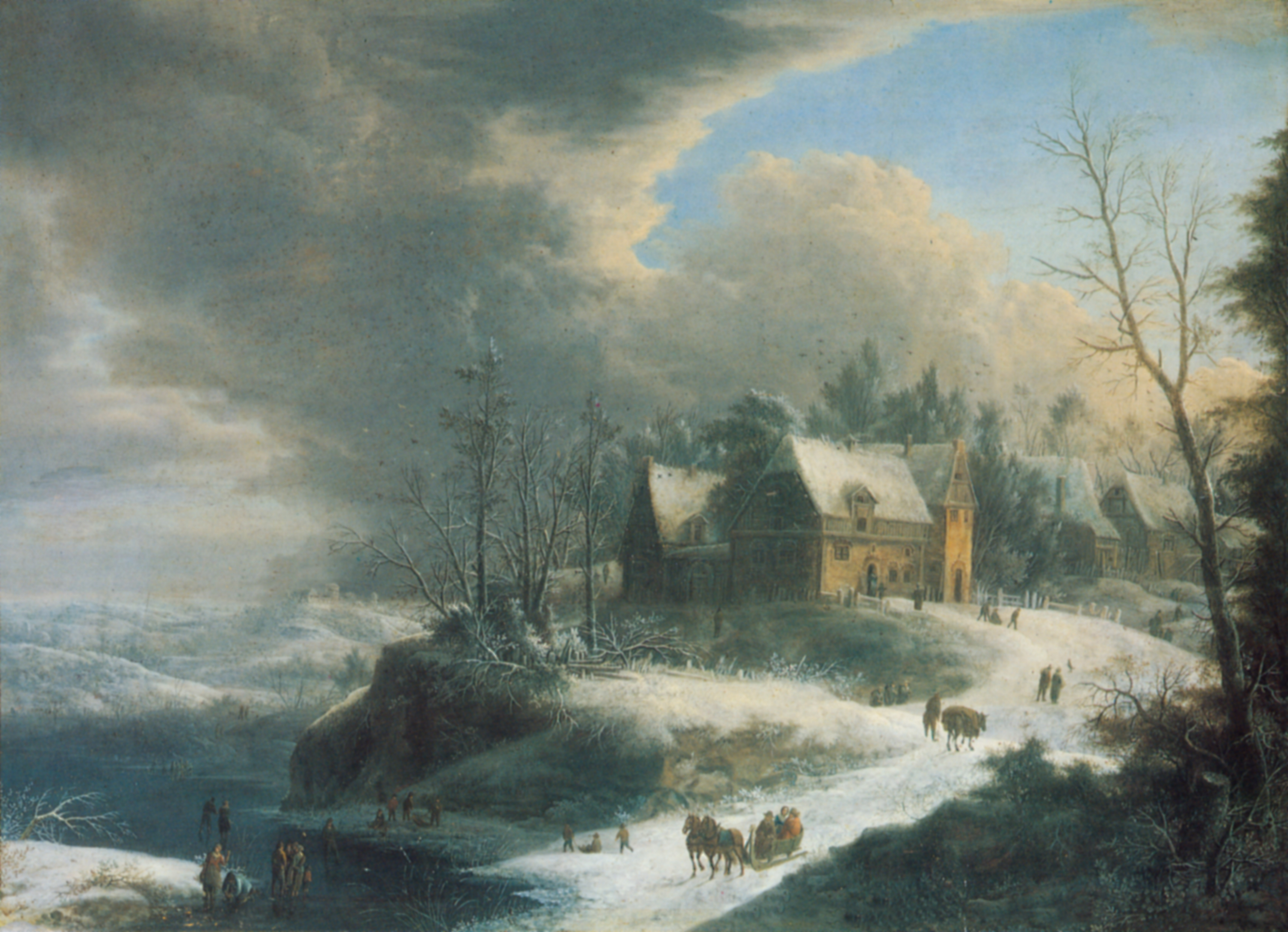
Paesaggio invernale con fiume ghiacciato (1752 c.)

Johann Christian o Christoph Vollerdt, o Vollaert o Vollaerdt (Lipsia, 29 marzo 1708 – Dresda, 27 luglio 1769), è stato un pittore tedesco specializzato nella pittura di paesaggi.

## Biografia
Fu allievo di Johann Alexander Thiele (1685-1752).
Visse nei Paesi Bassi dal 1740 al 1760 e raggiunse l'apice della sua carriera intorno al 1750.
I soggetti delle sue opere sono paesaggi di piccole dimensioni, in particolare paesaggi italiani ed invernali, vedute del Reno e della Svizzera, con figure ed animali, in uno stile simile a quello di Christian Georg Schütz.
Furono eseguite incisioni a partire da alcuni suoi dipinti.

## Opere
- Esteso paesaggio renano con una famiglia di contadini su un sentiero e pescatori che aggiustano una rete vicino ad una torre, coppia di dipinti, olio su tela, 61,2 x 76,2 cm, firmato, 1762[4]
- Un lago ghiacciato in un paesaggio montuoso con numerose figure che pattinano vicino ad un villaggio, olio su pannello, 40 x 55 cm, firmato[5]
- Paesaggio con figure, olio su pannello, 24,1 x 34,3 cm, con iscrizione[6]
- Paesaggio invernale con fiume ghiacciato, olio su pannello, 40 x 54 cm, 1752 c.[7]